# 1517 en arts plastiques
| Années des arts plastiques : 1514 - 1515 - 1516 - 1517 - 1518 - 1519 - 1520    |
| Décennies des arts plastiques : 1480 - 1490 - 1500 - 1510 - 1520 - 1530 - 1540 |

Cette page concerne l'année 1517 en arts plastiques.

## Œuvres

la Jeune Fille et la Mort de Hans Baldung.

- Vierge aux anges de Rosso Fiorentino
- Sigmund von Heberstein en costume russe
- Rouleaux illustrés des événements funestes du temple de Kiyomizudera de Tosa Mitsunobu

## Naissances
- ? :
  - Frans Floris, peintre d'histoire romaniste flamand de l'École d'Anvers  († 1er octobre 1570),
  - Francisco de Holanda, peintre, essayiste, architecte et humaniste portugais († 1585),
  - Guillaume Mahue, peintre flamand († 1569).

## Décès
- 31 octobre : Fra Bartolomeo, peintre puis religieux Dominicain italien (° 28 mars 1472),
- Cima da Conegliano, peintre vénitien l'école vénitienne (° 1459).